# Cholonek, czyli dobry Pan Bóg z gliny
Cholonek, czyli dobry Pan Bóg z gliny (niem. Cholonek oder der liebe Gott aus Lehm) – powieść Horsta Eckerta (Janoscha), osadzona w realiach niemieckiej części Górnego Śląska okresu dwudziestolecia międzywojennego, II wojny światowej oraz bezpośrednio po niej.
Autor ukazał w niej życie mieszkańców Poremby – jednej z dzielnic Zabrza, w której sam się wychował. Powieść przedstawia mieszkańców bez upiększeń, wraz z ich słabościami: pijaństwem, rozpustą i okrucieństwem, wymieszanymi ze świętoszkowatością i dewocją, ich fascynację niemieckim nazizmem, wreszcie przemoc i gwałt, będące w 1945 dziełem Armii Czerwonej.
Powieść wydano w Niemczech w 1970, polskiego przekładu i wydania doczekała się w 1974 w wersji ocenzurowanej w Wydawnictwie Śląsk. Pełną wersję wydało w 2011 roku wydawnictwo Znak.
Cholonek doczekał się adaptacji teatralnych w Niemczech i w Polsce, gdzie wystawia go od 2004 roku Teatr Korez; spektakl ten obejrzało ponad 85 tysięcy widzów.